# Ampelisca macrodonta
Ampelisca macrodonta is een vlokreeftensoort uit de familie van de Ampeliscidae. De wetenschappelijke naam van de soort is voor het eerst geldig gepubliceerd in 1987 door Goeke.